# Seal (álbum de 1994)
Seal (também chamado de Seal II) é o segundo álbum de estúdio do cantor e compositor britânico Seal, lançado em 1994.
A música "Kiss from a Rose" recebeu três Grammys em 1995 nas categorias Melhor interpretação vocal masculina, Canção do ano e Gravação do ano.
| Críticas profissionais                                                      | Críticas profissionais |
| Avaliações da crítica                                                       | Avaliações da crítica  |
| Fonte                                                                       | Avaliação              |
| --------------------------------------------------------------------------- | ---------------------- |
| allmusic                                                                    | [ 3 ]                  |
| Entertainment Weekly                                                        | (A)                    |
| Rolling Stone                                                               | [ 5 ]                  |
| Esta tabela precisa de ser acompanhada por texto em prosa. Consulte o guia. |                        |

## Faixas
| #   | Faixa                   | Compositores                             | Duração |
| --- | ----------------------- | ---------------------------------------- | ------- |
| 1.  | "Bring It On"           | Bruce/Coleman/Melvoin/Rizzo/Isidore/Seal | 3:58    |
| 2.  | "Prayer for the Dying"  | Seal/Isidore                             | 5:30    |
| 3.  | "Dreaming in Metaphors" | Isidore/Seal                             | 5:52    |
| 4.  | "Don't Cry"             | Seal                                     | 6:17    |
| 5.  | "Fast Changes"          | Isidore/Seal                             | 5:42    |
| 6.  | "Kiss from a Rose"      | Tema do filme Batman Forever-Seal        | 4:47    |
| 7.  | "People Asking Why"     | Seal                                     | 4:45    |
| 8.  | "Newborn Friend"        | Seal                                     | 4:05    |
| 9.  | "If I Could"            | Dueto com Joni Mitchell-Seal             | 4:16    |
| 10. | "I'm Alive"             | Coleman/Melvoin/Rizzo/Isidore/Seal       | 4:02    |
| 11. | "Bring It On" (Reprise) | Bruce/Coleman/Melvoin/Rizzo/Isidore/Seal | 1:15    |

## Desempenho nas paradas

### Álbum
| Paradas (1991) | Melhor posição |
| -------------- | -------------- |
| Billboard 200  | 15             |

### Singles
| Ano  | Single                 | Parada                           | Posição |
| ---- | ---------------------- | -------------------------------- | ------- |
| 1994 | "Newborn Friend"       | Dance Music/Club Play Singles    | 2       |
| 1994 | "Prayer for the Dying" | Adult Contemporary               | 16      |
| 1994 | "Prayer for the Dying" | Modern Rock Tracks               | 3       |
| 1994 | "Prayer for the Dying" | The Billboard Hot 100            | 21      |
| 1994 | "Prayer for the Dying" | Top 40 Mainstream                | 11      |
| 1995 | "Don't Cry"            | Adult Contemporary               | 4       |
| 1995 | "Don't Cry"            | Adult Top 40                     | 3       |
| 1995 | "Don't Cry"            | Top 40 Mainstream                | 14      |
| 1995 | "Don't Cry"            | Top 40 Mainstream                | 31      |
| 1995 | "Kiss from a Rose"     | Adult Contemporary               | 1       |
| 1995 | "Kiss from a Rose"     | Adult Top 40                     | 1       |
| 1995 | "Kiss from a Rose"     | Adult Top 40                     | 7       |
| 1995 | "Kiss from a Rose"     | Modern Rock Tracks               | 35      |
| 1995 | "Kiss from a Rose"     | Rhythmic Top 40                  | 5       |
| 1995 | "Kiss from a Rose"     | The Billboard Hot 100            | 1       |
| 1995 | "Kiss from a Rose"     | Top 40 Mainstream                | 1       |
| 1996 | "Don't Cry"            | Hot R&B/Hip-Hop Singles & Tracks | 71      |
| 1996 | "Don't Cry"            | The Billboard Hot 100            | 33      |
| 1996 | "Don't Cry"            | Top 40 Adult Recurrents          | 3       |
| 1996 | "Kiss from a Rose"     | Top 40 Adult Recurrents          | 1       |
| 2007 | "Kiss from a Rose"     | Hot Digital Songs                | 58      |